# Edisons 1964
De Edisons van 1964 werden op zaterdag 3 oktober 1964 uitgereikt tijdens het traditionele Grand Gala du Disque in het Concertgebouw in Amsterdam. De tv-uitzending, die geproduceerd werd door de NCRV en de VARA, werd gepresenteerd door Merel Laseur en Willem Duys.
Zoals al het geval was geweest bij eerdere edities van het Grand Gala, trad ook deze keer een groot aantal artiesten op uit binnen- en buitenland. Slechts een deel ervan kreeg een Edison. Voor de winnaars was de prijs geen verrassing; de winnaars waren een maand daarvoor al bekendgemaakt.
Onder de optredende artiesten waren Gerry & the Pacemakers, Josephine Baker, Rod McKuen, Jasperina de Jong, Adamo, Rob de Nijs en Quincy Jones.
In tegenstelling tot het Grand Gala van 1963, waren er nu weinig relletjes en controverses. Hoewel de uitzending opnieuw flink uitliep (tot 01.00 uur), gingen de meeste optredens vlekkeloos. Wel ging het optreden van de Jamaicaanse zangeres Millie niet door, omdat zij op het laatste moment besloot te playbacken. Dat viel niet in goede aarde bij de organisatie.
Het eerste deel van het programma werd de maandag daarop herhaald. Dit gedeelte, dat door de NCRV was uitgezonden, was tijdens de live-uitzending namelijk te zien geweest op Nederland 2. Omdat nog niet heel Nederland dit net kon ontvangen, werd het programma herhaald op Nederland 1, dat wél in heel Nederland te zien was.

## Winnaars
Internationaal
- Vocaal: Barbra Streisand voor The Barbra Streisand Album
- Instrumentaal: Quincy Jones voor Quincy Jones
- Jazz: Coleman Hawkins voor Today and Now
- Franse chanson: George Brassens voor Dix Ans de Brassens
- Teenager: Adamo voor Vous Permettez Monsieur?

Nationaal
- Vocaal: Lia Dorana voor Kiss me Kate
- Instrumentaal: Malando voor Malando's Beroemdste Tango's
- Cabaret: Jasperina de Jong voor Call Girl
- Teenager: Rob de Nijs voor Dit is Rob de Nijs
- Jeugd: Herman Broekhuizen

1960 · 1961 · 1962 · 1963 · 1964 · 1965 · 1966 · 1967 · 1968 · 1969 · 1970 · 1971 · 1972 · 1973 · 1974 · 1975 · 1976 · 1977 · 1978 · 1979 · 1980 · 1981 · 1982 · 1983 · 1984 · 1985 · 1986 · 1987 · 1988 · 1989 · 1990 · 1991 · 1992 · 1993 · 1994 · 1995 · 1996 · 1997 · 1998 · 1999 · 2000 · 2001 · 2002 · 2003 · 2004 · 2005 · 2006 · 2007 · 2008 · 2009 · 2010 · 2011 · 2012 · 2013 · 2014 · 2015 · 2016 · 2017 · 2018 · 2019 · 2020 · 2021 · 2022 · 2023 · 2024